# Pont del Clop
El pont del Clop és un pont que es troba a 613 m d'altitud, a la carretera de Solsona a Montpol, dins el terme municipal de Lladurs i que permet travessar la Ribera Salada. En aquest punt, la Ribera Salada surt de la gorja del Clop, cosa que fa que es presenti entollada i, en conseqüència, és un punt que als estius és molt freqüentat per banyistes. A la banda dreta del riu hi ha les runes d'un antic hostal.
A data d'avui, està prohibit l'estacionament de vehicles invaint la via pública o espais verds.